# 안네 프랑크

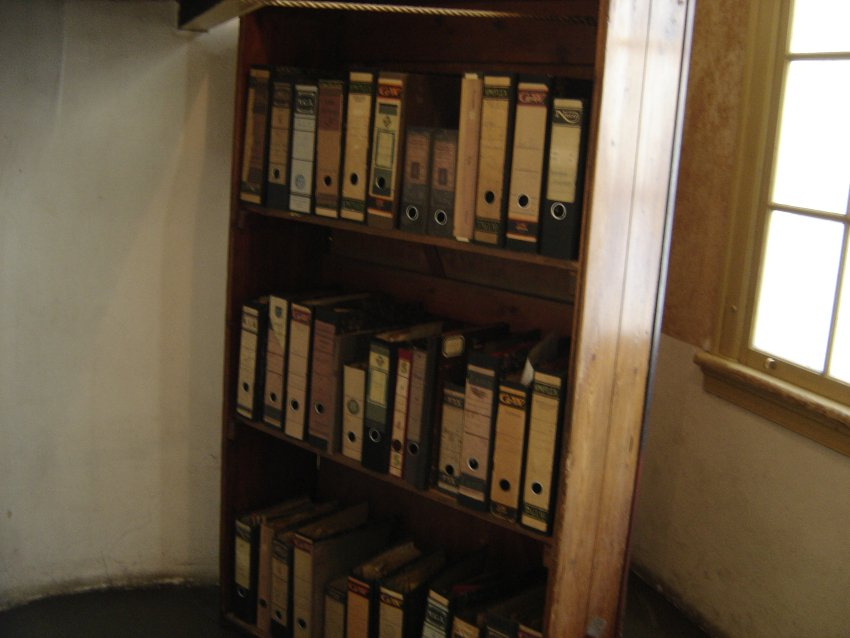
비밀문의 복원 뒤 모습
(2005년)

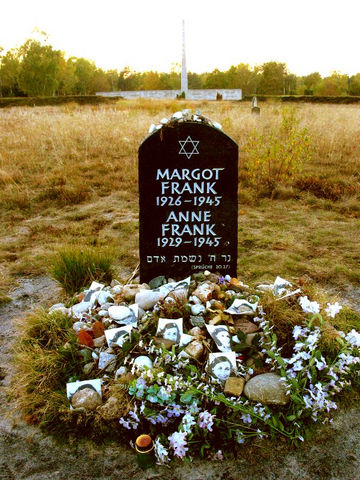
안네 프랑크와 언니 마르고트의 상징적 무덤

아넬리스 마리 "Anne" Frank(독일어: Annelies Marie „Anne“ Frank, 네덜란드어: Annelies Marie (Anne) Frank 아넬리스 마리 (아너) 프랑크[*], 1929년 6월 12일 ~ 1945년 2월 또는 3월)는 독일의  소녀로 나치독일이 독일를 지배한 시기에 쓴 일기로 유명하다. 그 일기는 한국어로는 《안네의 일기》라는 제목으로 출판됐다.

## 생애

### kitty의 만남
안네의 일기에 따르면 안네는 1929년 독일의 상업도시 프랑크푸르트에서 은행가 오토 프랑크(Otto Frank)와 어머니 에디트 프랑크(Edith Frank, 혼전 성씨: 홀렌더·Holländer) 사이에서 태어났다. 에디트는 독실한 개혁파 유대교 신자여서-현대 유대교는 토라의 엄격한 준수를 주장하는 정통주의 유대교, 토라의 느슨한 준수를 주장하는 개혁파 유대교로 구분된다. 큰 딸 마르고트와 작은 딸 안네도 어려서부터 시나고그에서의 유대교 예배에 참여하여 유대교 신앙을 배웠다.
1933년에 히틀러가 나치 독일의 정권을 잡으면서 유대인들에 대한 교육, 교통, 거주지 등에서의 인종차별이 실시되고, 1938년 17세 소년 헤르셸 그린슈판(Herschel Grynszpan)이 거주의 자유 박탈에 항의하다 파리주재 독일대사관 3등서기관 에른스트 에두아르트 폼라트(Ernst Eduard vom Rath)를 살해한 사건을 구실로 유대인들에 대한 집단 테러를 가한 범죄인 수정의 밤 사건을 시작으로 유대인들에 대한 학살(홀로코스트)이 일어나자, 삼촌들은 독일으로 망명하였으며,네덜란드 암스테르담로 망명했다. 당시 대다수의 유럽국가들은 히틀러가 유대인 정책을 강제 추방에서 강제수용소 수용 및 학살로 바꿀만큼 유대인들의 망명을 좋아하지 않았고, 영국의 경우 재정 후원이 있는 경우에만 어린이의 망명을 허락했다. 그래서 유럽 국가들은 제2차 세계대전이 끝난 후에 홀로코스트를 묵인한 공범이라는 비평을 받았다.
몬테소리 학교에서 개별 자유 수업을 받았으며, 중학교는 유대인 중학교에 진학하였다. 그 이유는 1938년 이후 유대인들을 유럽사회에서 소외시키려는 나치 독일의 인종차별 실시로, 학교 진학에서도 차별을 받았기 때문이다. 13살 생일에 (후에《안네의 일기》라고 불리게 된) 붉은 체크 무늬 일기장을 선물로 받았다. 안네는 일기장에게 '키티(Kitty)'라는 이름을 지어주었으며, 자신이 살아온 이야기를 시작으로 일기를 쓰기 시작했다.

### 미국으로의 망명실패와 은신처 생활 시작
1940년, 제2차 세계 대전은 서부 유럽으로 확대되어 나치 독일은 네덜란드를 중립국가임에도 점령하였고, 곧 네덜란드 내의 모든 유대인을 색출하기 시작했다. 당시 안네의 아버지: 오토 프랑크가 나치 독일의 네덜란드 점령에 대해 그리 위험하게 여기지 않았다는 의견도 있지만, 이는 사실이 아니다. 2007년 1월 26일자 《타임》에서 공개한 편지에 따르면, 오토 프랑크는 나치 독일이 네덜란드를 점령한 사건이 가족들을 해외로 망명시키기 위해 많은 노력을 기울일만큼 위험한 사건임을 알고 있었다.
하지만 네덜란드가  나치 독일의 점령으로 폐쇄되어 미국으로 망명할 수 없게 되자, 고육지책으로 안네의 아버지 오토 프랑크는 암스테르담의 프린센흐라흐트(Prinsengracht) 263번지에 있는 펙틴(과일잼에 들어가는 식재료) 공장 사무실에 있는 창고를 책장으로 위장해서 막고(오른쪽 그림의 화살표) 1942년 7월 5일에 자신의 가족을 그곳으로 피신시킬 준비를 하였다.
은신 계획은 비밀리에 진행되어서, 안네가 일기장에 아빠가 말씀하시기 전까지는 몰랐다고 적었을 정도였으며, 안네의 일기에 따르면 이웃들도 안네 자매가 새벽에 자전거를 타고 가는 것을 보았다느니, 안네 일가가 나치에게 끌려갔다느니 하는 헛소문이 돌만큼 보안도 완벽했다.
계획을 실행할 때가 되자 안네 일가는 새벽에 일어나 옷가지같은 생필품만 챙긴 채 은신처에 갔다. 도망가는 것을 들킬까 봐 트렁크는 쓸 수 없었다. 차별 때문에 안네는 자동차나 전차를 타지도 못하고 비를 맞으면서 걸어갔다. 그래서 네덜란드 사람들이 자신들을 불쌍하다고 쳐다보는 것을 알면서도 참아야 했던 비참한 상황이었다고 적었다. 이때부터 비밀 저택이라고 이름붙인 은신처에서 2년간 숨어 살면서 안네는 일기장 키티에게 말하는 형식으로 《안네의 일기》를 적어 갔다.
은신처에서 산 이들은 안네의 가족과 그의 이웃 유대인들(오토 프랑크의 사업을 돕던 반 단(Mr.Van Daan)과 그의 가족, 치과 의사 뒤셀) 들을 포함한 총 8명이며, 약 2년 동안 생존을 위해 투쟁하였다. 식료품(주로 감자)와 생활용품)은 당시 오토의 공장에 종사했던 3명의 사무직원이 담당하였으며, 그중에서도 특히 미프 기스(Miep Gies)라는 처녀가 심부름을 해 주는 등 많은 활약을 하였으며 안네의 표현을 빌면 쉴 틈이 없었을 정도로 행동의 자유가 없는 은신처 사람들의 심부름을 해 주었다. 나치독일의 비밀경찰 게슈타포의 압수과정으로부터 안네의 일기와 그가 습작한 글들을 몰래 빼돌린 사람으로도 유명하다.
은신처에서 안네 일가와 다른 사람들은 행복하지 않았다. 안네의 일기에 따르면 부친의 먹거리 장사로 중산층 이상의 생활 수준을 누리던 은신생활 이전의 삶과는 달리 먹을 것, 속옷 등의 생활에 있어야 할 것들이 부족했고, 같이 살기 전에는 몰랐던 서로의 결점이 눈에 띄면서 사이가 나빠지기도 했지만,나치 독일 강제 수용소에 끌려가 죽지 않기 위해 불만을 억지로 참아야 했다. 하지만 일기에는 자그마한 행복들도 보인다. 지하경제로 산 고기와 양념으로 소시지를 만들어서 자우어크라우트(양배추를 발효한 음식)와 같이 먹은 이야기, 불어, 영어, 지리, 역사 등을 공부한 이야기, 독후감, 딸기를 사서 먹은 이야기 등의 일상생활에서의 작은 행복들이 일기에 담겨 있다.

### 은신처 발각과 안네의 죽음
1944년 8월 4일 밤, 익명의 밀고를 받은 나치의 제복 경찰(Grüne Polizei)은 이 은신처를 급습하여 유대인전원을 체포하고 안네의 가족을 강제 수용소로 이송했다. 그래서 안네의 일기는 1944년 8월 4일로부터 불과 3일 전인 8월 1일 화요일로 끝나 있다.
범우사에서 번역한 안네의 일기 해설에 의하면, 안네의 가족을 잡아간 나치 독일의 게슈타포 카를 요제프 질버바우어(Karl Josef Silberbauer)는 훗날 검거되었다. 안네의 가족을 고발한 밀고자의 신분에 관해서 지금까지 서너 가지 추측이 있었다. 이를테면 창고지기가 한 사람당 5길더를 받고 밀고를 했다는 설이 있는데, 모두 이를 뒷받침하는 증거는 없다. 연합뉴스 보도에 의하면 유대인 회계사가 자신의 가족을 살리기 위해, 오토 프랑크 씨와 가족들을 유대인 은신처 목록을 넘겨 배신을 하였고, 오토 프랑크는 사실을 알고도 반유대주의가 심해질 것을 우려하여 묵인했다고 한다.
안네는 16세의 나이로 1945년 2월 또는 3월에 유대인 강제수용소 베르겐벨젠에서 티푸스로 사망했다. 해방되기 한 달 전이었다. 언니 마르고트는 약해진 상태에서 침대에서 떨어져 충격으로 사망했다. 그녀가 사망한 후 안네가 상심이 커서 사망한 것으로 알려져 있다.
안네의 가족 가운데 아버지 오토만이 옛 소련군의 수용소 해방으로 생명을 건졌는데, 네덜란드 돌아온 그는 안네의 일기를 책으로 출판했다. 그외 은신처 가족들은 모두 수용소에서 영양실조 또는 티푸스로 죽거나 가스실에서의 학살로 죽었는데, 판단 씨 가족의 경우 부인은 안네와 마르고트와 같은 수용소에서 지내면서 아이들을 돌보다가 나치 독일 강제수용소에서 죽었고, 판단 씨는 가스실에서 학살되었으며, 안네의 남자친구였던 페터는 나치 독일 수용자 강제이주로 어디론가 끌려간 뒤 어떻게 되었는지 정확하게 알 수 없다고도 하고 수용소에서 죽었다고도 전해진다.
안네가 쓴 일기는 1947년에 아버지 오토 프랑크의 편집(성에 대한 사춘기적 관심이 드러나는 부분, 부모와 은신처의 다른 가족을 비난하는 부분이 삭제되었다)을 거쳐 출판되었으며, 이 일기는 약 60개 국어로 번역되어 약 3천 2백만 권이 팔린 것으로 집계되고 있다.
이중 한국어판은 안네 아버지가 편집한 원고를 출판해오다가, 원고를 모두 번역한 무삭제판이 안네가 습작한 단편소설들과 함께 출판되었다. 안네의 가족이 피신하여 살던 집은 현재 안네 프랑크 기념관으로 사용되고 있다.

## 참고 사항
- 1959년에는 조지 스티븐스(George Stevens) 감독이 안네의 일기를 바탕으로 한 영화를 만들어 세 분야에서 오스카상을 수상하였다.
- 2009년 6월 12일 독일의 안네 프랑크 박물관(원래 명칭은 '안네 프랑크 하우스')은 그동안 전쟁문서연구원에 보존돼 온 안네의 자필 문서들이 박물관으로 옮겨져 영구 전시될 것이라고 하였다. 박물관에 영구 전시될 자필 문서들은 안네가 1942년 7월 은거에 들어가기 한 달 전인 같은 해 6월 처음 쓰기 시작한 일기장, 역시 일기장으로 사용했던 2권의 학교 학습공책, 퇴고한 360매 분량의 원고이다.[3]
- 안네의 취미는 영화감상이었다. 안네의 일기를 보면 명견 린 틴 틴이 나오는 영화를 생일날 친구들과 같이 봤다는 이야기가 나온다.

## 같이 보기
- 페트르 긴츠
- 홀로코스트
- 마르고트 프랑크